# Tomás Luis de Victoria
Tomás Luis de Victoria (Ávila, Espanha, 1548 - Madri, Espanha, 1611) foi um compositor sacro espanhol que formou, com Giovanni Palestrina e Orlando di Lasso, a tríade que dominou a música quinhentista.
Teve as primeiras aulas de música como coralista de catedral. Enviado a Roma (1565) por Filipe II, a fim de se preparar para o sacerdócio no Collegium Germanicum, estudou com Palestrina, a quem sucedeu na direção musical do Seminário Romano (1573). Assumiu (1578) como assistente de são Filipe Neri como capelão na igreja de San Girolamo della Carità e, mais tarde, passou ao serviço da imperatriz Maria, viúva de Maximiliano II da Alemanha. Entrou para o convento de las Descalzas Reales, em Madri (1584), onde se tornou mestre de capela e organista (1594) e ficaria até sua morte.
Sua produção conhecida compreende 21 missas e 44 motetes, além de magnificats, missas fúnebres, salmos, hinos e composições para a semana santa, como Improperia e Lamentações de Jeremias. Em seu último trabalho, o réquiem em memória da imperatriz (1605), o emprego de contrastes tonais antecipa concepções harmônicas do barroco.